# Orphée (Q163)
«Орфі» (Q163) (фр. Orphée (Q163) — військовий корабель, підводний човен типу «Діан» військово-морських сил Франції часів Другої світової війни.
Підводний човен «Орфі» був закладений 22 серпня 1929 року на верфі компанії Augustin Normand у Гаврі. 10 листопада 1931 року він був спущений на воду. 8 червня 1933 року корабель увійшов до складу ВМС Франції.

## Історія служби
Підводний човен проходив службу в лавах французького флоту. 14 квітня 1940 року, після початку вторгнення Німеччини в Данію та Норвегію, «Орфі» вийшов з Бреста, приєднався до своїх однотипних човнів, сформувавши 10-ту британську підводну флотилію в Гаріджі.
У червні 1940 року «Орфі» був флагманом 16-ї ескадри підводних човнів. 18 червня внаслідок наближення військ вермахту до порту Брест «Орфі» разом із підводними човнами «Касаб'янка», «Сфакс», «Персей», «Понселе», «Аякс», «Сірсе», «Тетіс», «Каліпсо», «Амфітріт», «Амазон», «Антіоп», «Сібил» та «Медуз» евакуювався до Касабланки. Після поразки Франції у Західній кампанії весною-літом 1940 року корабель продовжив службу у складі військово-морських сил уряду Віші.
На початок союзного вторгнення до Північної Африки у листопаді 1940 року човен разом із підводними човнами «Сіді Феррух», «Медузе», «Антіоп», «Амфітріт», «Амазон», «Сібил» та «Сфакс» дислокувався в Касабланці.
Опівночі 8 листопада 1942 року кораблі Центральної десантної групи союзників встали на якір на відстані 8 миль від Федали. О 6:00 ранку десантно-висадочні засоби з американським десантом на борту вирушили в напрямку берега для висадки на узбережжя Французької Північної Африки, зайняте французькими військами уряду Віші.
Близько 7 годин французькі підводні човни «Амазон», «Антіоп», «Медуз», «Орфі» та «Сібил» вийшли на патрулювання прибережних вод для протидії ворожому десанту, а ще за 50 хвилин у повітря піднялися винищувачі для перехоплення бомбардувальників з авіаносців «Рейнджер» і «Суоні». У повітряній бійці з американськими літаками сім французьких перехоплювачів було збито, палубна авіація США втратила від 4 до 5 своїх літаків. Під час зіткнення з корабельним угрупованням морського десанту «Сібил» зник під час патрулювання між Касабланкою та Федалою, інші ПЧ «Сіді-Ферух», «Кокера» і «Ле Тоннант» на виході з бухти Касабланки піддалися бомбардуванню американських літаків, зазнавши певних втрат.
У грудні 1942 року «Орфі» увійшов до складу флоту Вільної Франції.
У 1944 році корабель був виведений до резерву. 15 квітня 1946 року «Орфі» списаний на брухт.